# Eerste Kamerverkiezingen 1999
De Eerste Kamerverkiezingen van 1999 waren reguliere Nederlandse verkiezingen voor de Eerste Kamer der Staten-Generaal. Zij vonden plaats op 25 mei 1999.
Bij deze verkiezingen kozen de leden van Provinciale Staten - die op 3 maart 1999 bij de Statenverkiezingen gekozen waren - een nieuwe Eerste Kamer.
De leden van de Eerste Kamer werden op 8 juni 1999 geïnstalleerd. De zittingstermijn eindigde op 9 juni 2003.

## Deelnemende partijen
| Lijstnr. | Partij                                 | Lijsttrekker                | # provincies |
| -------- | -------------------------------------- | --------------------------- | ------------ |
| 1        | VVD                                    | Frits Korthals Altes        | 12           |
| 2        | Christen-Democratisch Appèl (CDA)      | Hannie van Leeuwen          | 12           |
| 3        | Partij van de Arbeid (P.v.d.A.)        | Geertje Lycklama à Nijeholt | 12           |
| 4        | Democraten 66 (D66)                    | Jan Terlouw                 | 12           |
| 5        | GROENLINKS                             | Wim de Boer                 | 12           |
| 6        | RPF-GPV                                | Egbert Schuurman            | 11           |
| 7        | Staatkundig Gereformeerde Partij (SGP) | Gerrit Holdijk              | 7            |
| 8        | SP (Socialistische Partij)             | Bob Ruers                   | 8            |
| 9        | Onafhankelijke Lokalen Groeperingen    | Peter Ganseman              | 9            |
| 10       | ONAFHANKELIJKE SENAATSFRACTIE          | Marten Bierman              | 9            |
| 11       | NEDERLAND-MOBIEL/UNIE 55+              | Ph.G. de Lange              | 4            |
| 12       | blanco lijst                           | Lucie Herkenhoff            | 1            |

De nummering werd vastgesteld op basis van de behaalde stemmen bij de Eerste Kamerverkiezingen van 1995.

## Kiezen en gekozen worden
Iedereen die over de Nederlandse nationaliteit beschikte, de leeftijd van achttien jaar bereikt had en niet uitgesloten was van het kiesrecht had het recht om gekozen te worden in de Eerste Kamer. In tegenstelling tot bij de gemeenteraadsverkiezingen was ingezetenschap niet vereist; evenals bij Tweede Kamerverkiezingen konden ook buiten Nederland wonende Nederlanders zich verkiesbaar stellen.
De leden van Provinciale Staten brachten een gewogen stem uit.
| Provincie     | Statenleden | Inwoners  | Stemwaarde |
| ------------- | ----------- | --------- | ---------- |
| Zuid-Holland  | 83          | 3.376.137 | 407        |
| Noord-Holland | 83          | 2.501.274 | 317        |
| Noord-Brabant | 79          | 2.336.837 | 296        |
| Gelderland    | 75          | 1.906.099 | 254        |
| Limburg       | 63          | 1.138.846 | 181        |
| Utrecht       | 63          | 1.098.470 | 174        |
| Overijssel    | 63          | 1.070.189 | 170        |
| Friesland     | 55          | 620.940   | 113        |
| Groningen     | 55          | 559.715   | 102        |
| Drenthe       | 51          | 466.695   | 92         |
| Zeeland       | 47          | 370.334   | 79         |
| Flevoland     | 47          | 306.750   | 65         |

## Uitslag
De officiële uitslag werd op 27 mei 1999 in een openbare zitting door de Kiesraad vastgesteld en bekendgemaakt.
| Partij                                 | 1995   | 1999    | 1999 | 1999   | +/− |
| Partij                                 | zetels | #       | %    | zetels | +/− |
| -------------------------------------- | ------ | ------- | ---- | ------ | --- |
| Christen-Democratisch Appèl (CDA)      | 19     | 40.541  | 25,7 | 20     | +1  |
| VVD                                    | 23     | 39.809  | 25,3 | 19     | −4  |
| Partij van de Arbeid (P.v.d.A.)        | 14     | 30.976  | 19,7 | 15     | +1  |
| GROENLINKS                             | 4      | 16.256  | 10,3 | 8      | +4  |
| Democraten 66 (D66)                    | 7      | 8.542   | 5,4  | 4      | −3  |
|                                        |        |         |      |        |     |
| RPF                                    | 1      |         |      |        |     |
| GPV                                    | 1      |         |      |        |     |
| RPF-GPV                                | -      | 7.307   | 4,6  | 4      |     |
| subtotaal                              | 2      | 7.307   | 4,6  | 4      | +2  |
|                                        |        |         |      |        |     |
| SP (Socialistische Partij)             | 1      | 4.801   | 3,0  | 2      | +1  |
| Staatkundig Gereformeerde Partij (SGP) | 2      | 4.281   | 2,7  | 2      | 0   |
| ONAFHANKELIJKE SENAATSFRACTIE          | 1      | 3.880   | 2,5  | 1      | 0   |
| Onafhankelijke Lokalen Groeperingen    | -      | 843     | 0,5  | 0      | -   |
| NEDERLAND-MOBIEL/UNIE 55+              | 2      | 317     | 0,2  | 0      | −2  |
| blanco lijst                           | -      | 0       | 0,0  | 0      | -   |
| overige partijen in 1995               | -      | -       | -    | -      | -   |
| Totaal                                 | 75     | 157.553 | 100  | 75     | 0   |

## Gekozenen
Bij deze verkiezingen waren alle 75 leden aftredend, van wie 41 herkozen werden.
Drie leden werden met doorbreking van de lijstvolgorde met voorkeurstemmen gekozen: Ton Doesburg, Erik Jurgens en Rudy Rabbinge, allen op de lijst van de PvdA.
*1850 · 1853 · 1856 · 1859 · 1862 · 1865 · 1868 · 1871 · 1874 · 1877 · 1880 · 1883 · *1884 · 1887 (I) · *1887 (II) · *1888 · 1890 · 1893 · 1896 · 1899 · 1902 · *1904 · 1907 · 1910 · 1913 · 1916 · *1917 · 1919 · *1922 · *1923 · 1926 · 1929 · 1932 · 1935 · *1937 · *1946 · *1948 · 1951 · *1952 · 1955 · *1956 (I) · *1956 (II) · 1960 · *1963 · 1966 · 1969 · *1971 · 1974 · 1977 · 1980 · *1981 · *1983 · *1986 · 1987 · 1991 · 1995 · 1999 · 2003 · 2007 · 2011 · 2015 · 2019 · 2023

* algemene verkiezingen in verband met vervroegde ontbinding van de Eerste Kamer

vanaf 1987 bedraagt de vaste zittingstermijn van de Eerste Kamer vier jaar